# Karin Giegerich
Karin Giegerich (Sorengo, 15 mai 1963) est une actrice allemande, naturalisée italienne. 

## Biographie
Karin Giegerich est la fille d’un diplomate allemand. Elle a grandi en Italie et elle a fréquenté l’École européenne de Varèse où elle a pris son baccalauréat. Une fois ses études terminées, elle s’inscrit à l’Accademia dei Filodrammatici, une des plus anciennes institutions théâtrales de la ville de Milan. Elle aura son diplôme en 1985. Elle suivra aussi des études de psychologie auprès de l’Université de Ratisbonne.
En 1988 elle fonde sa compagnie théâtrale « Ideatrucco », avec laquelle elle réalisera plusieurs spectacles qui unissaient théâtre et danse, jusqu'en 1991.Elle s'est produite à Milan et à Rome et a collaboré avec des metteurs en scène italiens de renom, dont Giorgio Strehler au Piccolo Teatro di Milano[2], où elle a joué dans Come tu mi vuoi de Pirandello et La baruffe chiozzotte de Goldoni. 
À partir de 1994 elle commencera à travailler aussi en Allemagne. Grâce à son parfait bilinguisme elle a fait beaucoup de doublage.

## Filmographie
```
   1991: Crimson Dawn (Cinémà)
   1994: Großmutters Courage (FilmTV)
   1995: Zwischen Tag und Nacht (Série)
   1995: Inseln unter dem Wind (FilmTV)
   1996: Zwei Brüder: Die Tochter (FilmTV)
   1996–1997: Der König von St. Pauli (FilmTV)
   1997: Dr. Stefan Frank – Der tödliche Biss (Série)
   1998–1999: Aus heiterem Himmel (Série)
   1999: 
Piège en haute Sphère
 (Cinémà)
   2000–2001: OP ruft Dr. Bruckner (Série)
   2001: SOKO 5113: Unter Zwang (Série)
   2001: Die Wasserfälle von Slunj (Cinémà)
   2001: Zodiac Sign (Cinémà)
   2001: Das Mädcheninternat (FilmTV)
   2002: 
Polizeiruf 110
 – Um Kopf und Kragen (FilmTV)
   2002: Sektion – Die Sprache der Toten (FilmTV)
   2002: Die achte Todsünde: Toskana-Karussell (FilmTV)
   2003: Mit Herz und Handschellen: Alpenklinik (FilmTV)
   2003: Rufer der Wolf (FilmTV)
   2004: Fino a farti male (Cinémà)
   2004: Sabine!: Von Vätern und Söhnen (Série)
   2004: Im Namen des Gesetzes: Die Schuldenfalle (Série)
   2004–2005: Samt und Seide (Série)
   2004: Fino a farti male (Cinémà)
   2005: Wolffs Revier: In eigener Sache (FilmTV)
   2005: SOKO Leipzig: Schatzsuche (Série)
   2005: SOKO Wien (Série)
   2006: Appuntamento a ora insolita (Cinémà)
   2007: Verlassen (FilmTV)
   2007: Kripo Rhein-Main: Die Hoffnung stirbt zuletzt (Série)
   2007: Siska: Spiel im Schatten (Série)
   2007: In aller Freundschaft: Einsam, zweisam, dreisam (Série)
   2008: Appuntamento a ora insolita (Cinémà)
   2008: Inga Lindström – Hochzeit in Hardingsholm (FilmTV)
   2008: Bella Block: Falsche Liebe (FilmTV))
   2008: Ein Fall für zwei: Erbarmungslose Rache (Série)
   2009: Tatort – Borowski und die heile Welt (FilmTV)
   2009: Joanna Trollope: Zweiter Frühling (FilmTV)
   2009: Die Rosenheim-Cops: Der Tod aus dem All (Série)
   2009–2012: Klinik am Alex (Série)
   2010: SOKO Kitzbühel: Herzflimmern (Série)
   2010: Tatort – Im Netz der Lügen (FilmTV)
   2010: Tatort – Tod auf dem Rhein (FilmTV)
   2011: I piedi sulla strada (Cinémà)
   2011: SOKO 5113: Das letzte Türchen (Série)
   2011: SOKO Wismar: Zurück in die Wirklichkeit (Série)
   2011: Countdown – Die Jagd beginnt: Suizid (Série)
   2012: Notruf Hafenkante: Das Testament (Série)
   2013: The final haunting (Cinémà)
   2013: SOKO Leipzig: Graf Porno (Série)
   2013–2015: Lerchenberg (Série)
   2014: Inga Lindström – Sterne über Öland (FilmTV)
   2014: Herzensbrecher - Lost & Found (Série)
   2015: Der Staatsanwalt: Ein verführerisches Spiel (FilmTV)
   2015: Tiere bis unters Dach: Welpenschutz (Série)
   2016: Zeit für Frühling (FilmTV)
   2016: In aller Freundschaft: Das Leben ist ein Wagnis (Série)
   2016: Die Eifelpraxis: Erste Hilfe aus Berlin (FilmTV)
   2016: Die Unsichtbaren (Cinéma)
   2017: SOKO Stuttgart: King of Vegan (Série)
   2017: WaPo Bodensee: Die Aussteigerin (Série)
   2018: Donna Leon – Ewige Jugend (FilmTV)
   2018: Wilsberg: Bielefeld 23 (FilmTV)
   2019: Die Kanzlei: Ohne Ausweg (Série)
   2019: Ein starkes Team: Scharfe Schnitte (FilmTV)
   2019: Komissar Dupin:Bretonisches Vermächtniss (FilmTV)
   2020: Die Kanzlei: Unauffindbar (Série)
```